# Hedysarum armenum
Hedysarum armenum là một loài thực vật có hoa trong họ Đậu. Loài này được Boiss. & Tchich. miêu tả khoa học đầu tiên.